# 车荣福
车荣福（1951年—），男，江西丰城人，中华人民共和国政治人物。

## 生平
早年毕业于昆明工学院采选系采矿专修科。1979年，担任广西八一锰矿冶炼厂厂长、党委书记。1993年，担任广西柳州地委组织部部长。1995年，担任广西柳州地委副书记、行署专员。
1996年，任中共钦州市委副书记、市长。1998年，升任钦州市委书记、市人大常委会主任。
2003年，任广西壮族自治区人民政府秘书长、办公厅主任。
2008年，任中共广西壮族自治区党委常委、中共南宁市委书记。
2012年1月，当选广西壮族自治区人大常委会副主任。